# William Réjault
Œuvres principales
- La Chambre d’Albert Camus et autres nouvelles

William Réjault, né en 1973, est un écrivain, chroniqueur et blogueur français.

## Biographie
William Réjault est né en 1973 dans le Sud-Ouest de la France. Il a suivi des études d’histoire et d’anglais avant d'entreprendre des études d'infirmier. Après une dizaine d’années passées à travailler dans des hôpitaux ou en entreprises, notamment en intérim, en France ou à l’étranger, il ouvre un blog en septembre 2004, intitulé Les Mémoires d'un infirmier, pour raconter ses expériences humaines et professionnelles sous le pseudonyme Ron l'Infirmier.
En 2006, lors des 2d European Weblog Awards, son blog se classe deuxième de la catégorie « Best French Weblog » derrière Maître Eolas. Les Inrockuptibles le classent dans les « 50 meilleurs blogs du web mondial » en avril 2006.
La même année, les Éditions Privé éditent un recueil de nouvelles publiées sur son blog sous le titre La Chambre d’Albert Camus et autres nouvelles. En 2008, il est invité à venir écrire sur Le Post où il écrit sur l'actualité people sous son vrai nom. En octobre 2008 sort un deuxième recueil de textes tirés de son blog, Quel beau métier vous faites ! aux Éditions Privé.
Invité de façon récurrente dans les médias pour parler de la maltraitance en maison de retraite, il quitte en janvier 2009 son poste d'infirmier en maison de retraite pour se consacrer au blogging et à l'écriture. En mai 2009, William Réjault sort aux Éditions Privé un témoignage écrit en collaboration avec Christelle Bertrand. De janvier 2010 à septembre 2010, il anime l'émission L'invité du Figaro.fr sur le site du Figaro et reçoit des invités dans son émission comme Benoît Dorémus, Alison Arngrim, ou Alizée. En février 2010, il publie un roman-feuilleton interactif sur iPhone Le Chemin qui menait vers vous, vendu par chapitres hebdomadaires et prenant en compte les commentaires des lecteurs qui parait aux Éditions Robert Laffont en février 2011.
D'avril 2010 à juillet 2011, William Réjault tient le blog 7 pour Zazie. Il devient chroniqueur hebdomadaire de la rubrique Écrans pour Le Grand 8 sur D8 pendant la saison 2012-2013. En juin 2016, il signe un livre d'entretiens avec Alexandre Malsch, créateur de Melty.